# Jennifer McRae
Jennifer McRae é uma pintora escocesa.
Jennifer é uma das melhores artistas contemporâneas da Escócia, tendo estudado pintura na Gray's School of Art em Aberdeen de 1987 a 1992. Em 2019, ela foi a vencedora do 1º prêmio no Lynn Painter Stainers Award.
Em 2002, Jennifer se mudou para Londres, após receber uma bolsa de estudos no Drawing Year na Royal Drawing School. Ela montou um estúdio em Southwark, onde continua a praticar até hoje.
Ao longo dos anos, ela recebeu prêmios como Vencedora ou Vice-Campeã do BP Portrait Award, do Hunting Art Prizes, dos prêmios Singer Friedlander e Kaupthing Watercolour, do Morrison Scottish Portrait Award e, mais recentemente, do Honorary Society of Painter Stainers Award. Em agosto de 2008, ela foi a Vencedora do RWS/Sunday Times Watercolour Competition.
Seu trabalho pode ser encontrado em diversas coleções públicas, incluindo a National Portrait Gallery, a Scottish National Portrait Gallery e o Reading Museum, entre outras, e também está incluída em coleções particulares na Europa e nos EUA.